# M26 (天体)
座標:  18h 45m 18.0s, −09° 23′ 00″
M26 (NGC 6694) は、たて座にある散開星団。

## 概要
δ星の50' ほど東に位置する。天の川の濃い領域の中にある星団で、あまり目立たない。星の数は少なく口径5cmの望遠鏡では数個の星が見える。10cm程度では見え方は明るくはなるが大差はない。星団の周囲には暗黒星雲が入り込んでいるため、他の天の川の中にある散開星団と比べると明るくよく見える。

## 観測史
1764年6月20日にシャルル・メシエによって発見された。メシエは「明るいが口径1.7フィートの望遠鏡でははっきりしない。星雲状ではない」と記している。ジョン・ハーシェルは「個々の星の光度は12～15等。明るくきれいで星数が多い」としている。